# Yttertjärnen (Nora socken, Ångermanland)
Yttertjärnen är en sjö i Kramfors kommun i Ångermanland och ingår i Nätraån-Ångermanälvens kustområde. Sjön har en area på 0,0514 kvadratkilometer och ligger 18 meter över havet.

## Delavrinningsområde
Yttertjärnen ingår i det delavrinningsområde (697067-161676) som SMHI kallar för Rinner mot Norafjärden. Medelhöjden är 69 meter över havet och ytan är 25,56 kvadratkilometer. Det finns inga avrinningsområden uppströms utan avrinningsområdet är högsta punkten. Avrinningsområdets utflöde mynnar i havet, utan att ha någon enskild mynningsplats. Avrinningsområdet består mestadels av skog (86 procent). Avrinningsområdet har 0,05 kvadratkilometer vattenytor vilket ger det en sjöprocent på 0,2 procent.